# Les Veys
Les Veys era una comuna francesa que estaba situada en el departamento de Mancha, de la región de Normandía que el 1 de enero de 2017 pasó a formar parte de la comuna nueva de Carentan-les-Marais como comuna delegada.

## Historia
Fue creada en 1837 con la unión de las comunas de Auville-sur-le-Vey y Beuzeville-sur-le-Vey.

## Demografía
| Gráfica de evolución demográfica de Les Veys entre 1841 y 2022 |
|                                                                |

Los datos demográficos contemplados en este gráfico de la comuna de Les Veys se han cogido de 1841 a 1999 de la página francesa EHESS/Cassini, y los demás datos de la página del INSEE.